# Roland Young
Roland Young (ur. 11 listopada 1887 w Londynie, zm. 5 czerwca 1953 w Nowym Jorku) – brytyjski aktor filmowy i telewizyjny, nominowany do Oscara za rolę drugoplanową w filmie Niewidzialne małżeństwo.

## Filmografia
- 1922: Sherlock Holmes
- 1935: David Copperfield
- 1937: Niewidzialne małżeństwo
- 1941: Dwulicowa kobieta
- 1942: Historia jednego fraka

## Dodatkowe informacje
Postać Rolanda Younga, a także wielu innych przedwojennych amerykańskich aktorów, pojawiła się w filmie animowanym The Autograph Hound z 1939, gdzie Kaczor Donald włamuje się do studia filmowego, aby zdobyć autografy.